# Liubomîrka, Bârzula
Liubomîrka (în ucraineană Любомирка) este un sat în comuna Cuialnic din raionul Bârzula, regiunea Odesa, Ucraina.

## Demografie
Componența lingvistică a localității Liubomîrka
     Ucraineană (91,53%)
     Rusă (6,6%)
     Română (1,44%)
     Alte limbi (0,08%)
Conform recensământului din 2001, majoritatea populației localității Liubomîrka era vorbitoare de ucraineană (91,53%), existând în minoritate și vorbitori de rusă (6,6%) și română (1,44%).